# Strzegom
Pour l’article homonyme, voir Strzegom (Sainte-Croix).
Strzegom (en allemand : Striegau) est une ville de Pologne, située dans la voïvodie de Basse-Silésie. Elle est le siège du powiat de Świdnica et de la commune (gmina) de Strzegom. 

## Géographie
La ville est située sur la rivière Strzegomka, tributaire de la Bystrzyca, dans la région historique de Basse-Silésie. Elle se trouve à environ 30 km au nord-ouest de Jelenia Góra et à 52 km au sud-ouest de Wrocław.

## Histoire
Le siège d'un castellan sous le règne de Boleslas III Bouche-Torse (1085-1138), le lieu de Ztrigom faisant partie des domaines des évêques de Wrocław est mentionnée pour la première fois dans une bulle du pape Adrien IV le 23 avril 1155. De 1742 à 1945, Striegau est le chef-lieu de l'arrondissement de Striegau puis à partir de 1932, fait partie de l'arrondissement de Schweidnitz dans le district de Breslau au sein de la province de Silésie.
Pendant la Seconde guerre mondiale, le Troisième Reich nazi y établit un camp de travail dans lequel furent internées des familles Mosellanes refusant d'être membre de la communauté populaire allemande (de) et que la France reconnaîtra comme Patriotes résistant à l'Occupation.

## Patrimoine
- Basilique collégiale des Saints Pierre et Paul